# Gerd Wartenberg
Gerd Wartenberg (* 26. Juni 1944 in Swinemünde) ist ein deutscher Politiker (SPD) und politischer Beamter.

## Leben
Nach dem Abitur in Hamburg machte Wartenberg eine Lehre als Schriftsetzer und studierte anschließend Volkswirtschaftslehre. Seit dem Jahr 1972 arbeitete er als Fachredakteur im Bereich Architektur, Städtebau und Wohnungswesen. Bis 1980 war er Redakteur der Wochenzeitschrift Bauwelt.

## Politik
In den Jahren 1955 bis 1965 war Gerd Wartenberg Mitglied der Falken, bevor er 1967 in die SPD eintrat. Von 1975 an war er Mitglied des Landesvorstandes der Berliner SPD und Mitglied im Parteirat sowie von 1985 bis 1989 Vorsitzender der SPD Berlin-Kreuzberg.
Von 1975 bis 1980 war er Mitglied des Abgeordnetenhauses von Berlin und dort von 1979 bis 1980 stellvertretender Vorsitzender der SPD-Fraktion. Vom 4. November 1980 bis zum 10. November 1994 war er Mitglied des Deutschen Bundestages. Nachdem er 1980, 1983 und 1987 noch vom Berliner Abgeordnetenhaus in den Bundestag gewählt wurde und dort wie alle Berliner Bundestagsabgeordneten nur eingeschränktes Stimmrecht besaß, konnte er bei der ersten gesamtdeutschen Bundestagswahl 1990 zum ersten Mal als von der Wahlbevölkerung zu wählender Kandidat antreten und wurde auf der Landesliste der Berliner SPD gewählt.
Nachdem in Folge der Wahl zum Abgeordnetenhaus von Berlin 1995 die „Große Koalition“ von CDU und SPD fortgesetzt wurde, übernahm Wartenberg am 6. Februar 1996 das Amt des Staatssekretärs für Bundes- und Europaangelegenheiten in der Senatskanzlei des Landes Berlin.
Auch nach der Abgeordnetenhauswahl 1999 bekleidete er eine Position als Staatssekretär in der Senatskanzlei, diesmal als Bevollmächtigter des Landes Berlin beim Bund und ab 2001 zusätzlich als Europabeauftragter. Am 15. Februar 2002 wurde Wartenberg schließlich in den einstweiligen Ruhestand versetzt. Seine Nachfolgerin als Bevollmächtigte beim Bund und Europabeauftragte wurde Monika Helbig (SPD).
Wartenberg war zuletzt Vorsitzender des Landesverbandes Berlin der Europa-Union und ist jetzt ehrenamtlich im Vorstand der Humanismus Stiftung Berlin.